# Mubarak Hassan Shami
Mubarak Hassan Shami arab. مبارك حسن شامي, poprz. Richard Yatich (ur. 1 grudnia 1980 w Kenii) – kenijski lekkoatleta, maratończyk, reprezentujący Katar od 2004 roku. Srebrny medalista mistrzostw świata z Osaki (2007), dwukrotny medalista Igrzysk Azjatyckich (złoty w 2006 roku i brązowy w 2010 roku), zwycięzca maratonu w Paryżu (2007) z rekordem życiowym 2:07,19, zwycięzca maratonu w Pradze w 2006. Wicemistrz świata w półmaratonie z Edmonton (2005).
Był uczestnikiem igrzysk olimpijskich w Pekinie, w trakcie których wystąpił w maratonie i go nie ukończył.